# ナホトカ駅
ナホトカ駅（ナホトカえき、станция Находка）はロシア連邦沿海地方のナホトカにある鉄道駅である。

## 概要
1935年にシベリア鉄道のナホトカ支線として建設されたのが始まりである。電化は1966年に行われた。

## 隣の駅
ロシア鉄道
シベリア鉄道
ラジオスタンツィヤ駅 - ナホトカ駅 - ウゴリバザ駅